# هریپسیمه مارگاریان
هریپسیمه وولودیایی مارگاریان (ارمنی: Հռիփսիմե Վոլոդյայի Մարգարյան؛ زادهٔ ۱۳ نوامبر ۱۹۷۵) نقاش، و هنرمند اهل ارمنستان است. وی از سال میلادی تا کنون فعالیت می‌کند.

## زندگی‌نامه
هریپسیمه مارگاریان در ۱۳ نوامبر ۱۹۷۵ در ایروان در یک خانواده هنری به دنیا آمد. وی دختر والمار (وولودیا مارارگیان می‌باشد؛ در سال ۱۹۹۲ هریپسیمه از مدرسه شماره ۵۶ و مدرسه هنری شماره ۱ در ایروان فارغ‌التحصیل گشت. بین سال‌های ۱۹۹۲ تا ۱۹۹۳ وی در دپارتمان طراحی مد دانشگاه آزاد ارمنستان تحصیل نمود و از آکادمی دولتی هنرهای زیبای ارمنستان فارغ‌التحصیل شد.
هریپسیمه مارگاریان از سال ۱۹۹۸ عضو اتحادیه طراحان ارمنستان، عضو انجمن طراحان بین‌المللی (۱۹۹۸)، عضو اتحادیه هنرمندان ارمنستان (۱۹۹۹)، عضو انجمن بین‌المللی هنر (یونسکو) (۱۹۹۹) می‌باشد. 

## نمایشگاه‌ها
هریپسیمه مارگاریان در نمایشگاه‌های مختلف در ارمنستان و خارج از کشور شرکت کرده است:
- ۲۰۱۸ نمایشگاه "زنان در هنر برای صلح"، اتحادیه اروپا، بروکسل، بلژیک[۲]
- ۲۰۱۸ اتحادیه هنرمندان ارمنستان، نمایشگاهی به مناسبت روز زن، ایروان، ارمنستان
- ۲۰۱۸ نمایشگاه "زنان در هنر برای صلح"، اتحادیه اروپا، استراسبورگ، فرانسه
- ۲۰۱۷ نمایشگاه "زنان در هنر برای صلح"، اتحادیه اروپا، منامه، بحرین
- ۲۰۱۷ سومین نمایشگاه بین‌المللی سالانه آرت[الف]، مرکز هنرهای تجربی معاصر ارمنستان، NPAK، ایروان، ارمنستان
- ۲۰۱۶ شهرداری ایروان. نمایشگاهی به مناسبت نودمین سالگرد تأسیس دانشگاه ملی معماری و شهرسازی ارمنستان، ایروان، ارمنستان.
- ۲۰۱۵ اتحادیه هنرمندان ارمنستان. نمایشگاهی به مناسبت بیست و پنجمین سالگرد استقلال ارمنستان. ایروان، ارمنستان.
- ۲۰۱۴ سالن نمایشگاه مجلس ملی جمهوری ارمنستان. نمایشگاه انفرادی. ایروان، ارمنستان.
- ۲۰۱۳ اتحادیه هنرمندان ارمنستان. نمایشگاه گرافیک و مجسمه‌سازی
- ۲۰۱۲ کارگاه هنری "آرت کافه[ب]". ایروان، ارمنستان
- ۲۰۱۱ شهرداری ایروان، ایروان، ارمنستان
- ۲۰۱۰ سالن نمایشگاه "های آرت[پ]"، ایروان، ارمنستان
- ۲۰۰۹ "خانه مسکو[ت]"، ایروان، ارمنستان
- ۲۰۰۸ سالن هنری آرئو[ث]، ایروان، ارمنستان
- ۲۰۰۷ "موزه هنرهای معاصر " جشنواره بین‌المللی هنر، ایروان، ارمنستان
- ۲۰۰۷ نگارخانه هنری "Stephanie's"، لا کانادا، ایالات متحده آمریکا،
- ۲۰۰۶ مرکزی فرهنگی نانت، فرانسه
- ۲۰۰۵ اتحادیه هنرمندان ارمنستان، "به مناسبت روز زن[ج]"
- ۲۰۰۴ باشگاه بین‌المللی برلین[چ]، سفارت ارمنستان، آلمان
- ۲۰۰۳ اتحادیه هنرمندان ارمنستان، “نمایشگاه گرافیک جمهوری‌خواهان[ح]”
- ۲۰۰۲ گالری هنری مرکز فرهنگی شهرداری آتن، یونان
- ۲۰۰۲ نگارخانه هنری هنرمندان، مارسی، فرانسه
- ۲۰۰۱ نگارخانه هنری "هنر سبز[خ]"، دبی، امارات متحده عربی
- ۲۰۰۰ نگارخانه هنری "Al Fayrouz"، منامه، بحرین
- ۲۰۰۰ اتحادیه جواهرسازان ارمنستان. نمایشگاهی به مناسبت دهمین سالگرد تأسیس اتحادیه طراحان
- ۱۹۹۹ سالن نمایشگاه "یادبود بین‌المللی هنرها[د]"، پاریس، فرانسه
- ۱۹۹۸ اتحادیه هنرمندان ارمنستان، “نمایشگاه گروهی هنرمندان جوان ارمنی[ذ]”
- ۱۹۹۸ مدرسه هونانیان[ر]، نیوجرسی، ایالات متحده آمریکا
- ۱۹۹۸ نگارخانه ملی ارمنستان
- ۱۹۹۸ اتاحدیه هنرمندان ارمنستان
- ۱۹۹۸ سفارت ارمنستان، لس آنجلس، واشینگتن، نیویورک، ایالات متحده آمریکا
- ۱۹۹۷ سفارت ارمنستان، مونترال، اتاوا، تورنتو، کانادا
- ۱۹۹۷ اتحادیه هنرمندان ارمنستان، “نمایشگاه گروهی هنرمندان جوان ارمنی[ز]”
- ۱۹۹۷ موزه هوهانس تومانیان، ایروان، ارمنستان
- ۱۹۹۶ دانشگاه دولتی ایروان
- ۱۹۹۵ موزه یرواند کوچار، “نمایشگاه هنرهای گرافیکی[ژ]”، ایروان، ارمنستان
- ۱۹۹۵ اتحادیه هنرمندان ارمنستان

## مجموعه‌ها
آثار هنری هریپسیمه مارگاریان را می‌توان در مجموعه کارن دمیرچیان، ایروان، ارمنستان بازدید نمود.

## جوایز
- ۲۰۰۷ - جایزه نخست، مسابقه عرفانی وزارت فرهنگ جمهوری ارمنستان[س]، ارمنستان.
- ۲۰۰۱ - بهترین اثر گرافیتی، نمایشگاه جمهوری[ش]، اتحادیه هنرمندان ارمنستان.

## یادداشت
1. ↑  ART Third Annual International Expo
2. ↑  ART cafe
3. ↑  Hay Art
4. ↑  The House of Moscow
5. ↑  Arev Art Srah/ Hall
6. ↑  To the Women's Day
7. ↑  International Club Berlin
8. ↑  Republican Exhibition of Graphics
9. ↑  Green Art
10. ↑  Cite International des Arts
11. ↑  Group Exhibition of Young Armenian Artists
12. ↑  Hovnanian School
13. ↑  Group Exhibition of Young Armenian Artists
14. ↑  نمایشگاه هنرهای گرافیکی
15. ↑  Mysic Contest of the Ministry of Culture
16. ↑  Best graffiti work Republic Exhibition